# Pukuveras
Pukuveras ou Butvydas (biélorusse : Будзівід (Budzivid) ; connu également sus le nom de Боудивидъ, Liutauras, Пукувер (Pukuvier) Pukuwer ou Pucuwerus) (mort en 1295) fut grand-duc de Lituanie de 1292 à 1295.

## Biographie
Son influence est grande pendant le règne de son frère Butigeidis, ce qui amène quelques historiens à penser qu'il était son co-régent, comme le seront ensuite ses petits-fils Algirdas et Kęstutis. Pendant son court règne, Pukuveras/Butvydas tente de défendre son duché contre les chevaliers teutoniques et mène des attaques contre le duché de Mazovie, un allié de l'Ordre. Il est l'ancêtre direct de la dynastie des Gédiminides.

## Sources de la traduction
- (en) Cet article est partiellement ou en totalité issu de l’article de Wikipédia en anglais intitulé « Butvydas » (voir la liste des auteurs).

## Sources
- (lt) Vytautas Spečiūnas « Lietuvos valdovai (XIII-XVIII a.) » dans enciklopedinis žinynas: Mokslo ir enciklopedijų leidybos institutas, Vilnius 2004,  (ISBN 5-420-01535-8). p. 30.
- Érik Christiansen, traduit de l'anglais par Gerard Gauvain, Les Croisades nordiques 1100-1525,, Paris, Alerion, 1996 (ISBN 9-782910-963040)